# ゾルンホーフェン石灰岩
ゾルンホーフェン石灰岩(英語：Solnhofen limestone, ドイツ語：Solnhofen Plattenkalk)は、ドイツ・バイエルン州のゾルンホーフェンを中心とした地域で産出する石灰岩である。世界的に有名なラーガーシュテッテの一つで、始祖鳥を始めジュラ紀後期の動植物化石が大量に発見されている。

## 堆積環境と化石

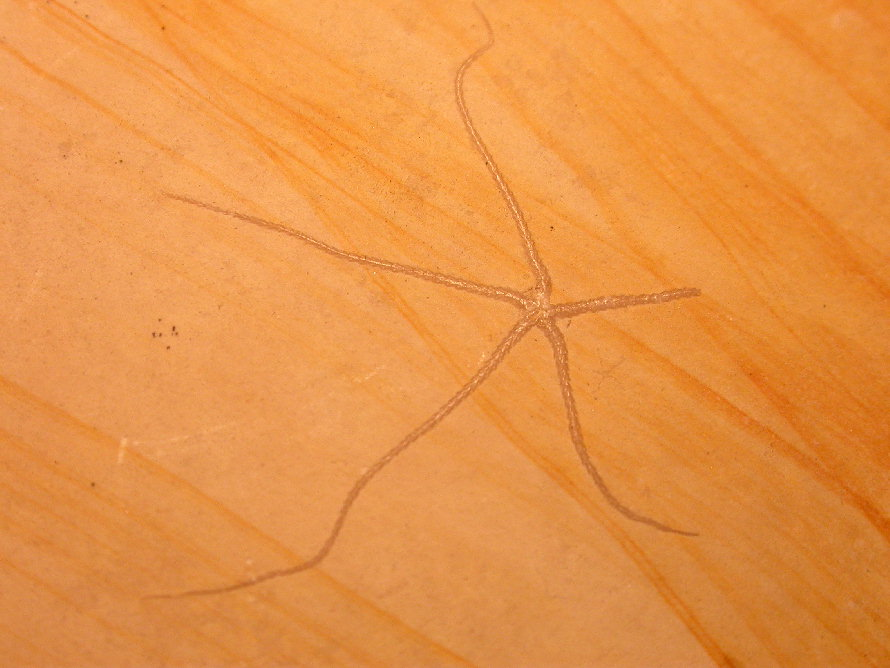
クモヒトデの化石

ジュラ紀後期、この地域はテチス海末端の多島海だった。外海と隔てられた穏やかなラグーンでは高い塩分濃度と酸素の欠乏のため、腐食性の生物は活動できない。よって外海から運ばれてきた生物の死骸は損壊されることなくゆっくりと堆積物中に埋まり、普通では残らないような組織も化石となった。ラグーンが干上がると、その泥に足を取られた虫や恐竜も化石となって残った。化石の量自体は多くないものの、質は大変優れておりジュラ紀の生物相の一端を垣間見ることが出来る。
ゾルンホーフェン石灰岩はきめが細かいことから建材、彫刻用の石版、リトグラフ用の石版などとして利用され、19世紀になると石灰岩中から産出する化石の研究が始められた。
現代におけるゾルンホーフェンと似たような堆積環境の場所にメキシコ湾北部がある。

## レリーフ

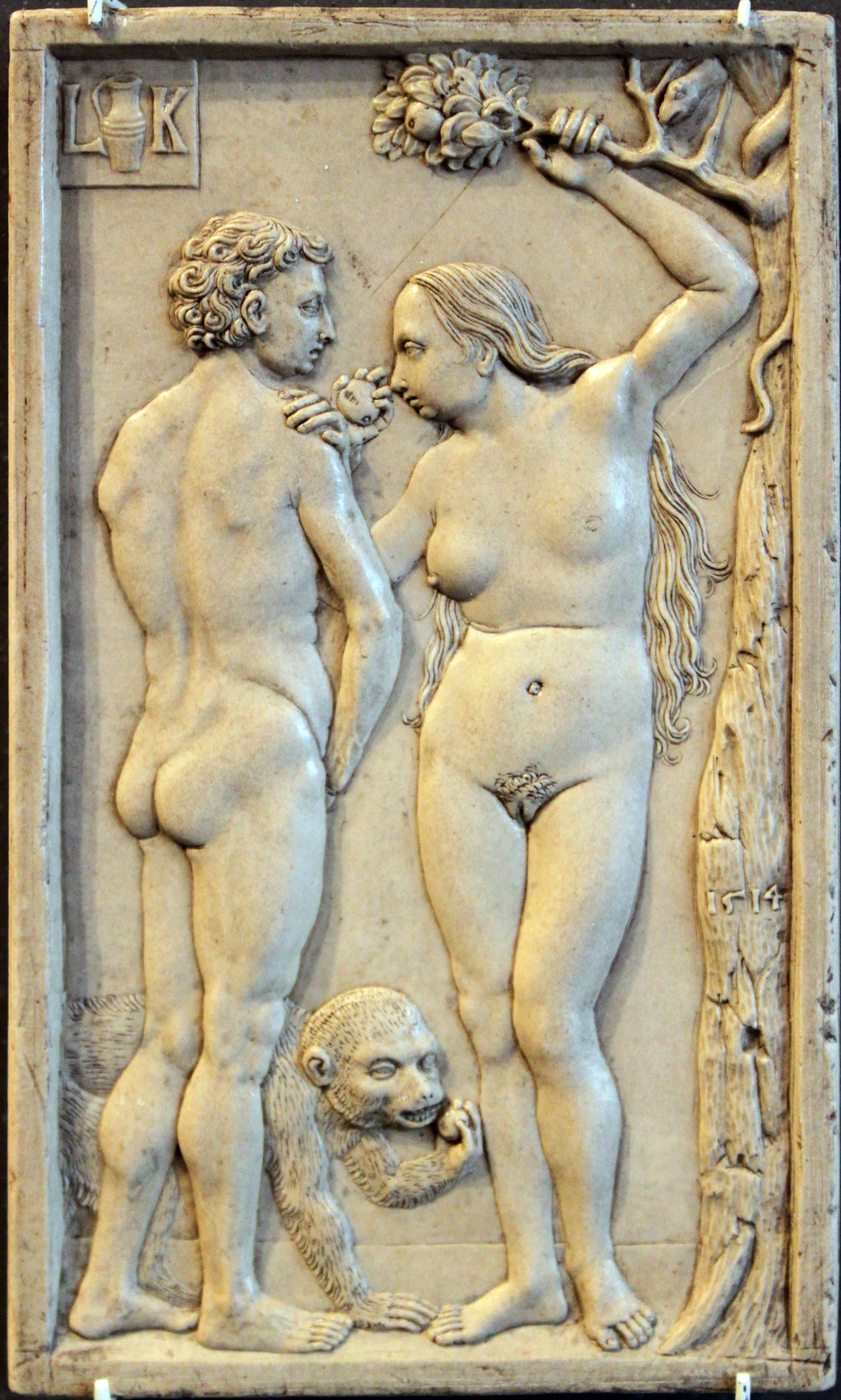
アダムとイヴ（1514年）ボーデ博物館
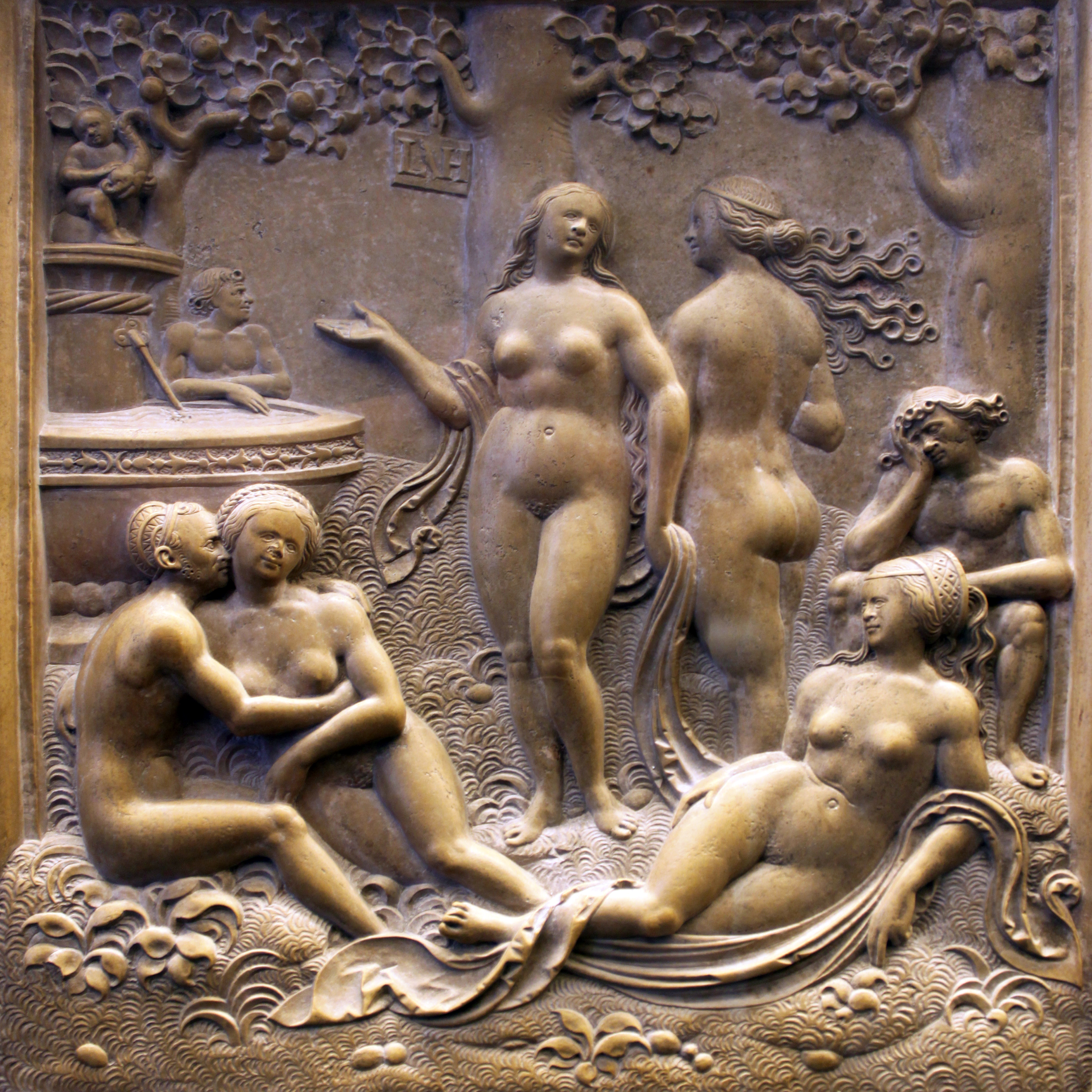
愛の園（1525年）ボーデ博物館
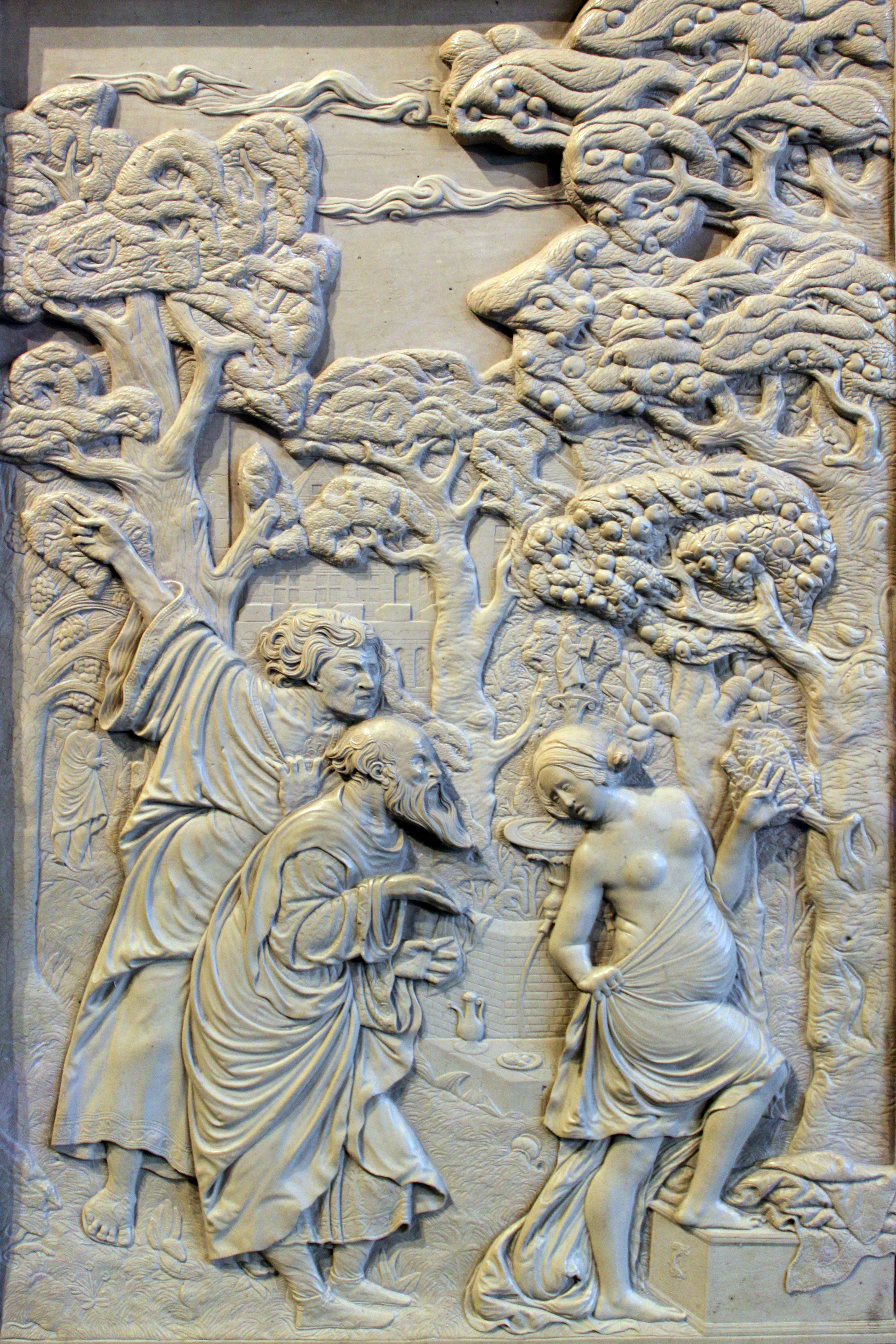
スザンナと老人（1530年）ボーデ博物館
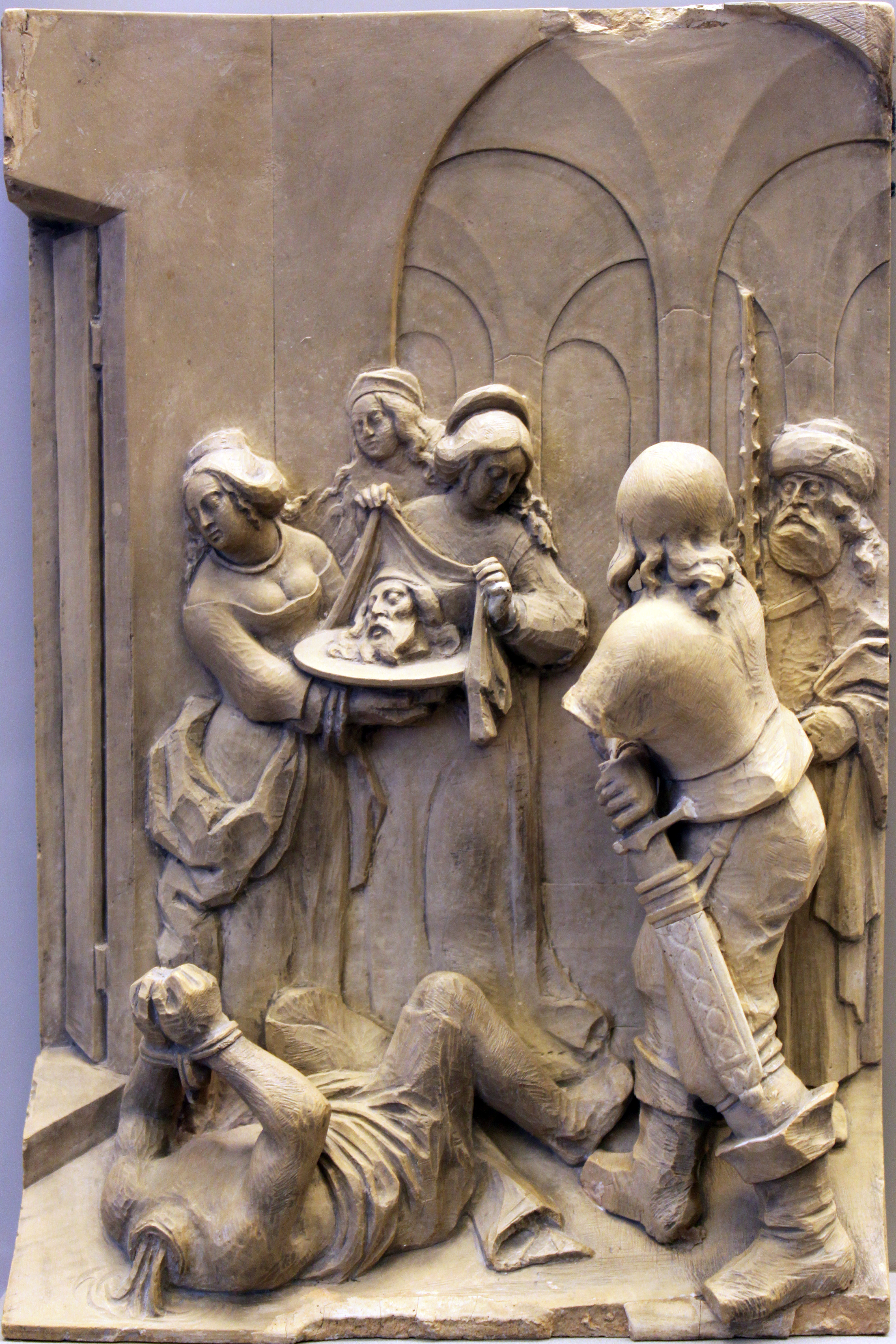
サロメ（1648年）